# هانی گرو (تگزاس)
هانی گرو، تگزاس (به انگلیسی: Honey Grove, Texas) یک شهر در ایالات متحده آمریکا با جمعیت ۱٬۷۴۶ نفر است که در تگزاس واقع شده‌است.

## موقعیت جغرافیایی
موقعیت جغرافیایی شهرها و مناطق اطراف به شرح زیر است:

## نگارخانه

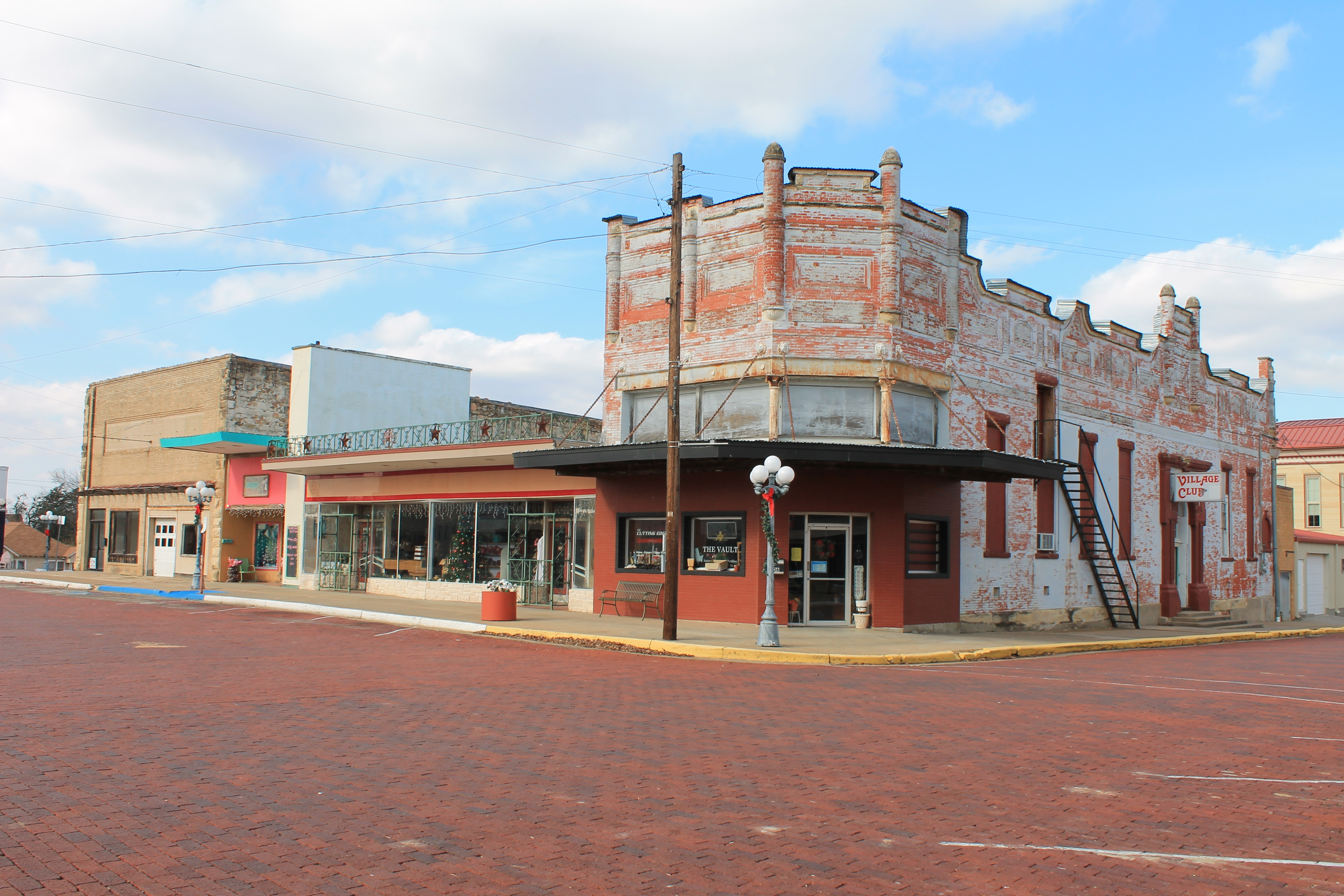
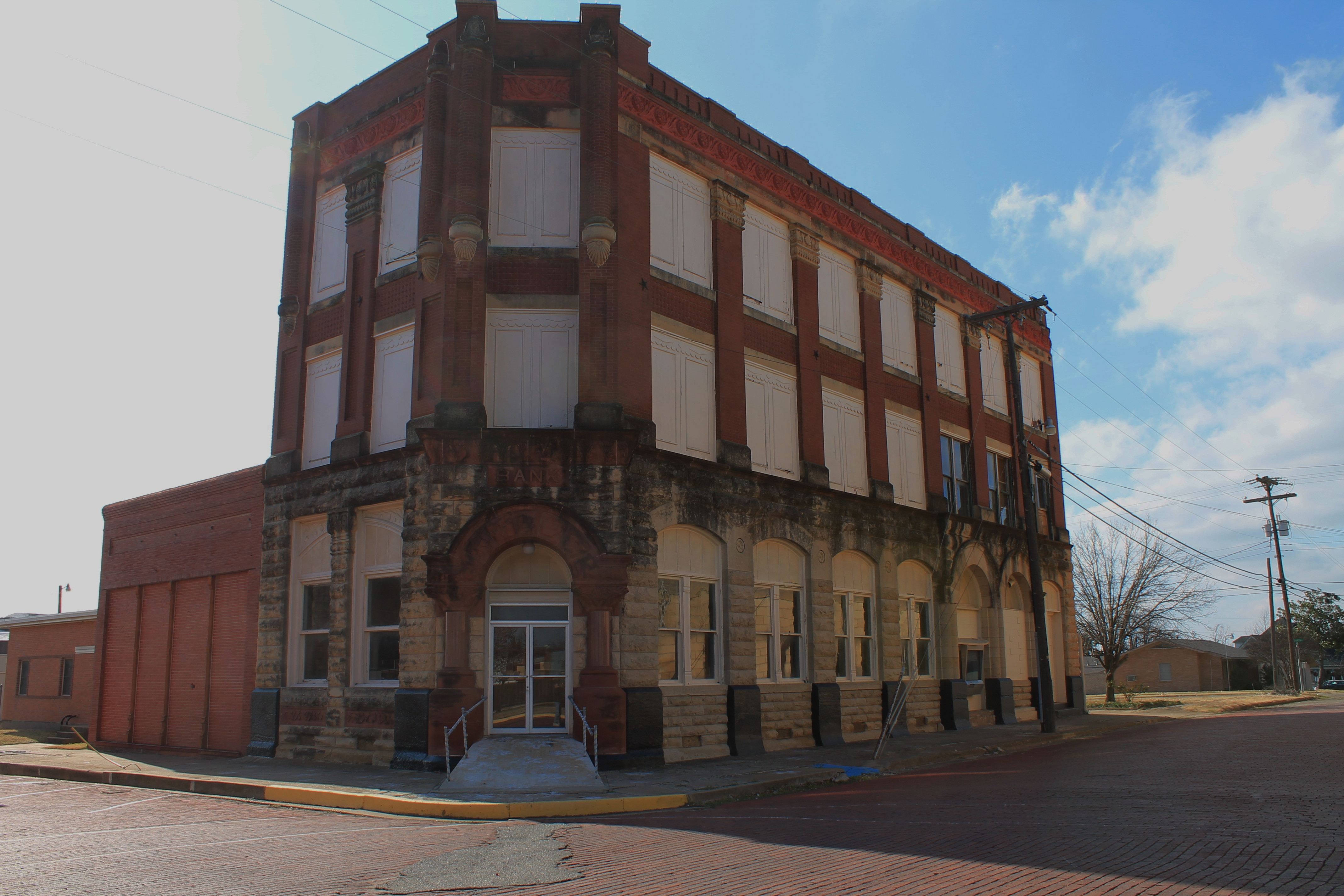
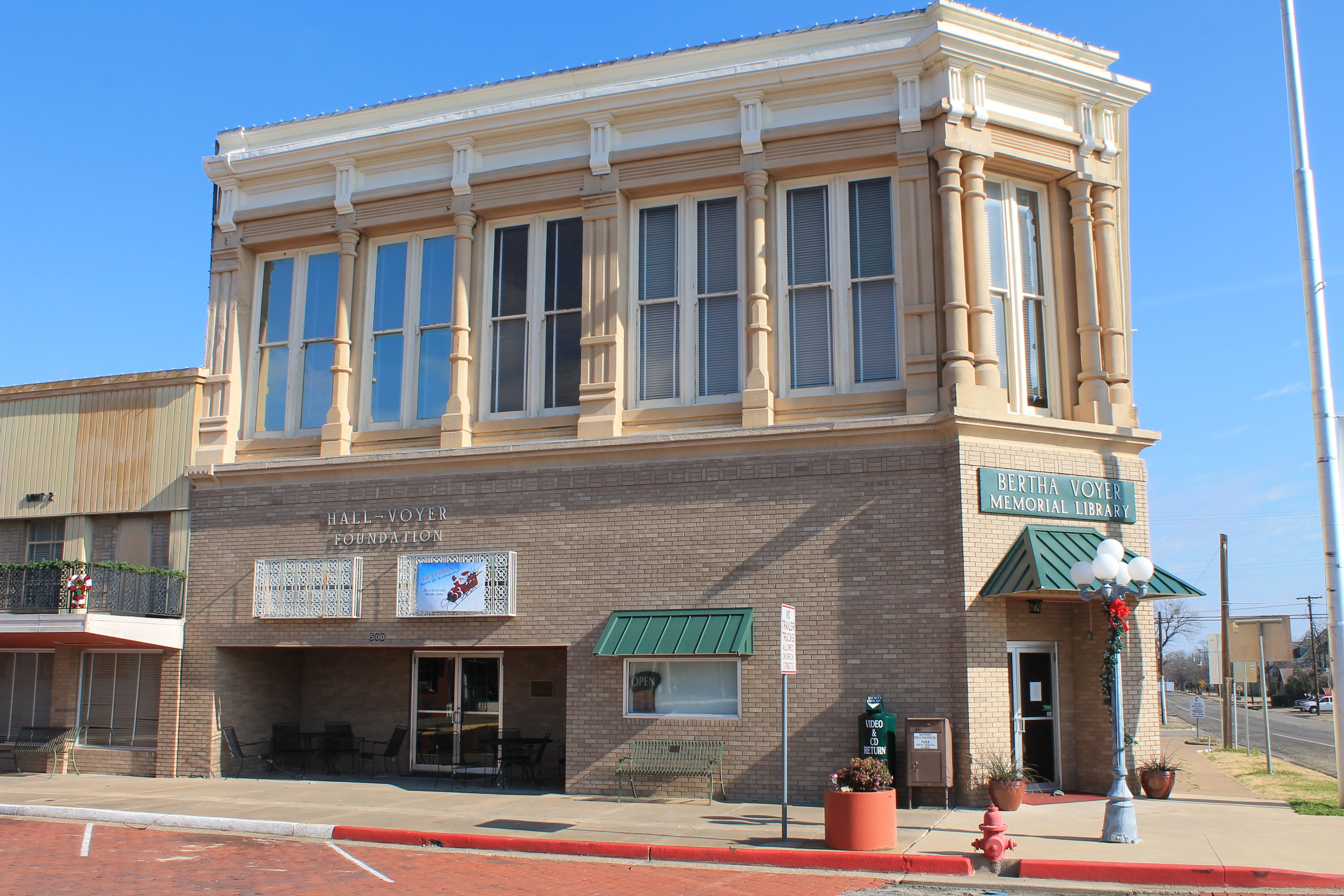
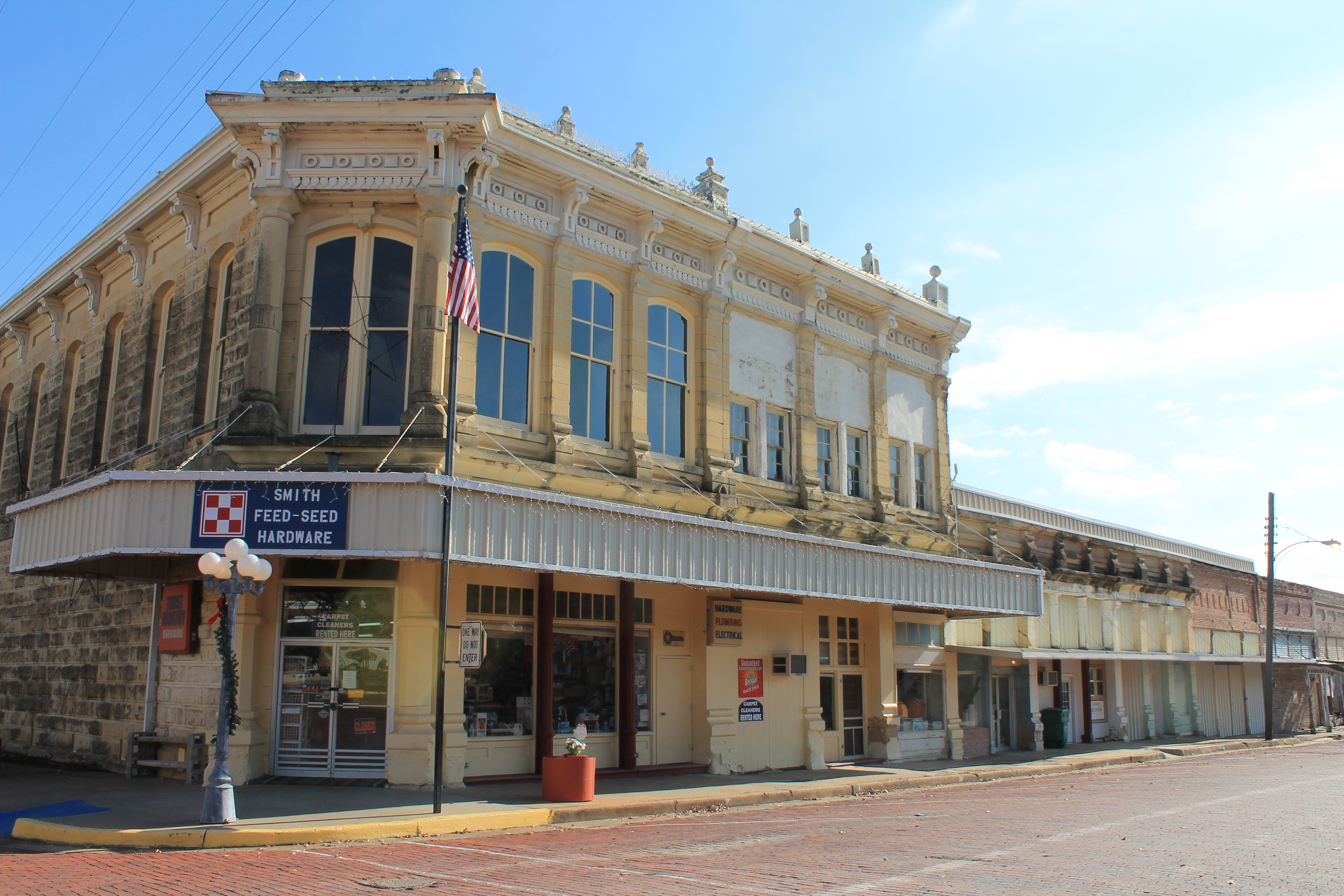